# 42 Spieleklassiker
42 Spieleklassiker, außerhalb Deutschlands auch 42 All-Time-Classics (Europa) und Clubhouse Games (USA), ist ein Videospiel der Firma Nintendo für die Handheld-Konsole Nintendo DS. Das Spiel besteht aus Karten-, Brett-, Gesellschafts-, Sport- und Casinospielen sowie weiteren Minispielen. In den meisten davon können die Regeln angepasst werden.

## Spielprinzip

### Einzelspieler

#### Freies Spiel
Im Modus Freies Spiel kann der Spieler ein Spiel aussuchen, sofern er es freigespielt hat. Nicht alle Spielnamen wurden auf Deutsch übersetzt, sondern tragen englische oder weniger gebräuchliche Bezeichnungen. Die einzelnen Spiele sind in mehrere Kategorien unterteilt:
- Kartenspiele: Old Maid (Schwarzer Peter), Spit, Betrug, Fan Tan, Paare (Memory), Holzkopf, Black Jack, Hearts, Präsident (Arschloch), Rommé, Seven Bridge, Mau-Mau 1, Mau-Mau-2, Poker (Five Card Draw), Texas Hold’em, Napoleon, Spades, Kontrakt-Bridge
- Brettspiele: Sternhalma, Dame, Käsekästchen, Hasami Shogi, Reversi (Othello), Gomoku (Fünf in eine Reihe), Seeschlacht (Schiffe versenken), Backgammon, Schach, Shogi (japanisches Schach), Feldherr (Stratego), Ludo (Mensch ärgere Dich nicht)
- Extraspiele: Shake it, Domino, Hanafuda, Wortballons (Galgenmännchen)
- Sportspiele: Bowling, Dart, Billard, Balance, Schwupps
- Solospiele: Patience (Solitaire), Ausweg (Rush Hour), Mahjongg-Solitaire

#### Stempeltour
Der Modus Stempeltour beinhaltet alle Spiele, welche in drei Schwierigkeitsstufen (Leicht, Mittel, Schwer) aufgeteilt sind. Der Spieler muss alle Spiele der Reihe nach bestehen, indem er Stempel sammelt. Je nach Platzierung kann der Spieler 1–3 Stempel pro Spiel bekommen. Nach Absolvierung eines Schwierigkeitsgrades wird eine Spielfunktion aus weiteren Spielen, diversen Spieldesigns oder einer Auswahl an Spieler-Avataren freigeschaltet.

#### Missionen
Im Missionen-Modus müssen 30 Aufgaben zu bestimmten Spielen bewältigt werden. Beispielsweise muss der Spieler bei Dame alle gegnerischen Steine erobern und zehn seiner eigenen Steine behalten. Auch nach jeder bestandenen Mission wird eine weitere Spielfunktion freigeschaltet.

### Mehrspieler
Das Spiel verfügt über einen Mehrspielermodus, der mit bis zu acht weiteren Spielern mit jeweils einer eigenen Nintendo-DS-Konsole in der direkten Umgebung. Dabei reicht es aus, dass ein Spieler das Spiel besitzt. Sind für ein Spiel weitere Spieler nötig, werden verbleibende Slots, wie im Einzelspielermodus, durch Computergegner aufgefüllt. Über den inzwischen eingestellten Online-Dienst Nintendo Wi-Fi Connection konnte auch online gegen Spieler weltweit angetreten werden. Über eine eingebaute Chat-Funktion, ähnlich dem PictoChat, kann während des Spiels miteinander kommuniziert werden.

## Rezeption
42 Spieleklassiker erhielt durchweg positive Bewertungen der Fachpresse. Es erreichte einen Metascore von 83 aus 100 erreichbaren Punkten. Gelobt werden vielfach die große Auswahl an Spielen, eine gute Umsetzung der Touchscreen-Bedienung und ein gelungener Mehrspielermodus. Kritisiert werden Eintönigkeit im Einzelspielermodus und nervige Musik und Soundeffekte. So resümiert Gameswelt in seinem Test, der Titel sei ein „Must-Have auf dem DS“.

## Nachfolger
Am 5. Juni 2020 erschien mit 51 Worldwide Games (in den USA Clubhouse Games: 51 Worldwide Classics) ein Nachfolger für die Nintendo Switch.